# Tau Pegasi
Tau Pegasi (Salm, τ Peg) – gwiazda w gwiazdozbiorze Pegaza, odległa od Słońca o około 162 lata świetlne.

## Nazwa
Gwiazda ta nosi tradycyjną nazwę Salm, która wywodzi się z języka arabskiego i oznacza „skórzany czerpak”. Johann Bayer zapisał tę nazwę w formach Sagma i Salma, a także przypisał tej gwieździe nazwę Markab, zwykle wiązaną z gwiazdą Alfa Pegasi. Międzynarodowa Unia Astronomiczna w 2017 roku formalnie zatwierdziła użycie nazwy Salm dla określenia tej gwiazdy.

## Charakterystyka
Tau Pegasi to biała gwiazda ciągu głównego należąca do typu widmowego A5. Ma temperaturę około 7760 K, wyższą niż temperatura fotosfery Słońca. Jest to także pulsująca gwiazda zmienna typu Delta Scuti.